# Джасыл-Кёль
Джасыл-Кёль — озеро в Чуйской области Кыргызстана, расположенное между хребтами Заилийский Алатау и Кюнгёй-Ала-Тоо.
Озеро Джасыл-Кёль находится на высоте 3116,8 метров над уровнем моря и имеет завальное происхождение. Озеро является одним из красивейших в горах северного Тянь-Шаня. Расположено между двумя моренами. Ширина этих естественных плотин — около 1 км каждая.
Озеро является узлом очень многих пешеходных маршрутов, идущих к берегам Иссык-Куля и долинам рек Чилик и Чонг-Кемин.

## Флора и фауна
В скалах, в непосредственной близости от озера, водятся ласки, а на альпийских лугах — сурки и горные индейки — улары. На склонах растёт большое количество эдельвейсов, примул и других цветов.